# بوژنگتسه
بوژنگتسه (به لهستانی:  Bożenice) یک روستا در لهستان است که در گمینا پولانوو واقع شده‌است. بوژنگتسه ۱۵۰ نفر جمعیت دارد.